# Куросакі Хісасі
Хісасі Куросакі (яп. 黒崎久志, нар. 6 травня 1968, Тотіґі) — японський футболіст, що грав на позиції нападника. По завершенні ігрової кар'єри — футбольний тренер.
Виступав, зокрема, за клуби «Хонда» та «Касіма Антлерс», а також національну збірну Японії.

## Клубна кар'єра
У дорослому футболі дебютував 1987 року виступами за команду клубу «Хонда», в якій провів п'ять сезонів, взявши участь у 95 матчах чемпіонату.
Своєю грою за цю команду привернув увагу представників тренерського штабу клубу «Касіма Антлерс», до складу якого приєднався 1992 року. Відіграв за команду з міста Касіми наступні п'ять сезонів своєї ігрової кар'єри. Більшість часу, проведеного у складі «Касіма Антлерс», був основним гравцем атакувальної ланки команди. У складі «Касіма Антлерс» був одним з головних бомбардирів команди, маючи середню результативність на рівні 0,33 голу за гру першості.
Згодом з 1998 по 2001 рік грав у складі команд клубів «Кіото Санга», «Віссел Кобе» та «Альбірекс Ніїгата».
Завершив професійну ігрову кар'єру у клубі «Омія Ардія», за команду якого виступав протягом 2002—2003 років.

## Виступи за збірну
У 1989 році дебютував в офіційних матчах у складі національної збірної Японії. Протягом кар'єри у національній команді, яка тривала 9 років, провів у формі головної команди країни 24 матчі, забивши 4 голи.
У складі збірної був учасником кубка Азії з футболу 1988 року у Катарі.

### Статистика
Статистика виступів у національній збірній.
| Збірна Японії | Збірна Японії | Збірна Японії |
| Роки          | Ігри          | голи          |
| ------------- | ------------- | ------------- |
| 1989          | 7             | 1             |
| 1990          | 2             | 0             |
| 1991          | 0             | 0             |
| 1992          | 0             | 0             |
| 1993          | 1             | 0             |
| 1994          | 1             | 0             |
| 1995          | 10            | 3             |
| 1996          | 2             | 0             |
| 1997          | 1             | 0             |
| Усього        | 24            | 4             |

## Кар'єра тренера
Розпочав тренерську кар'єру невдовзі по завершенні кар'єри гравця, 2004 року як тренер молодіжної команди клубу «Касіма Антлерс».
В подальшому входив до тренерського штабу клубу «Альбірекс Ніїгата».
Наразі останнім місцем тренерської роботи був клуб «Альбірекс Ніїгата», команду якого Хісасі Куросакі очолював як головний тренер до 2012 року.

## Титули і досягнення
- Чемпіон Японії (1):

«Касіма Антлерс»: 1996
- Володар Кубка Імператора Японії (1):

«Касіма Антлерс»: 1997
- Володар Кубка Джей-ліги (1):

«Касіма Антлерс»: 1997
- Володар Суперкубка Японії (1):

«Касіма Антлерс»: 1997